# Le avventure di Topo Gigio (film)
Le avventure di Topo Gigio è un film italiano di marionette del 1961 diretto da Federico Caldura, primo lungometraggio avente come protagonista il pupazzo Topo Gigio.

## Distribuzione
Il film venne distribuito negli Stati Uniti d'America con il titolo The Magic World of Topo Gigio.